# Дрейф антигенов
Дрейф антиге́нов, антиге́нный дрейф (англ. antigenic drift) — вариант антигенной изменчивости посредством мутаций, представляющий собой медленные, продолжительные и случайные изменения иммунообразующих поверхностных белков вирусов (антигенов).

## Общая характеристика
В отличие от антигенного сдвига, дрейф антигенов происходит случайно и имеет меньший охват, происходящий путём копирования ошибок (мутаций) в ходе размножения (репликации) вирусов. Вирус может ускользать от иммунной системы, что усложняет систематический медицинский контроль.
Наиболее дрейф антигенов известен у вируса гриппа, но есть он и у лентивирусов и ВИЧ.

## Механизм
Антигенный дрейф является результатом селекции иммунной популяции мутантных вирусных частиц. При репликации генетической последовательности вируса происходят мутации, и те из них, которые помогают вирусу обойти иммунную защиту организма, закрепляются в популяции.
В отличие от клеток, у вирусов механизм репликации не обладает корректирующим инструментом, поэтому ошибки репликации его РНК возникают часто.

## Значение для вирусов
Когда у вирусов гриппа возникают изменения в антигенных сайтах генов гемагглютинина или нейраминидазы, снижающие или ингибирующие связывание с нейтрализующими антителами (основу для устранения инфекции в организме), вирус может избежать уничтожения иммунной системой, в таком случае он вызовет заболевание. Так возникают эпидемии сезонного гриппа.
При помощи дрейфа антигенов могут быстро образовываться новые подтипы вирусов. Это означает, что антигены не меняются полностью. Как правило, изменяется лишь небольшой участок гена, а вместе с ним и кодируемый антиген. Классификация вирусных подтипов на основе поверхностных белков остаётся той же. Возникновению нового подтипа может предшествовать дрейф антигенов. Но также очевидно, что постоянный дрейф антигенов в конце концов приведёт к возникновению совершенно новой группы вирусов.

## Медицинское значение
Вакцины обычно содержат неопасные и нежизнеспособные вирусные частицы. Иммунный ответ на вакцину и схватка антител с вирусами происходит быстро, ещё до появления признаков инфекции. Несмотря на дрейф антигенов, вакцины против большинства вирусов не утрачивают свою пользу, поскольку были разработаны уже после дополнительного изменения антигенов, вызванного их дрейфом.
Если промежуток между дрейфами антигенов достаточно велик, то вакцина даёт результат, но её нужно периодично изменять сообразно новым антигенам. Так, например, обстоит дело с ежегодным обновлением вакцины против гриппа.
Если же промежуток мал, то единственным способом подавления остановки распространения вируса будет карантин или, в случае животных, умерщвление заражённых особей.